# Southern Resident Killer Whales

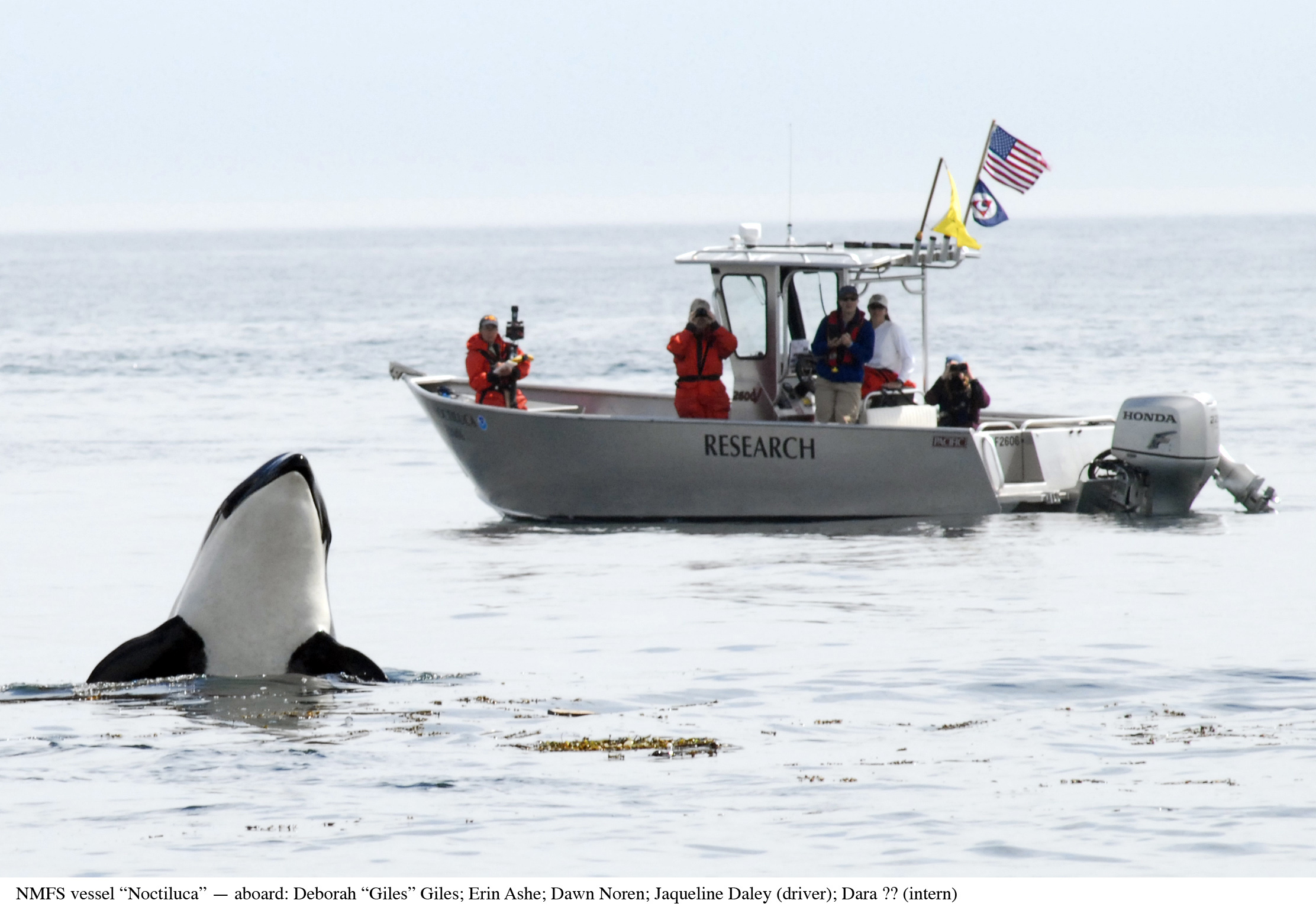
Mitarbeiter des Northwest Fisheries Science Center beobachten einen Schwertwal aus nächster Nähe

Die Southern Resident Killer Whales (SRKW) (englisch für südliche ortstreue Schwertwale) sind eine Schwertwal-Population im nordöstlichen Pazifik. Eine alternative Bezeichnung ist Orcas der Salish Sea.

## Grundlagen
Schwertwale weisen eine individuell verschiedene Zeichnung auf, wodurch sich Individuen unterscheiden lassen. Durch genaue, jahrzehntelange Beobachtung der Tiere im Nordostpazifik, vor der Küste Kanadas und der USA, ist es gelungen, Gruppen von Tieren zu identifizieren, die unterschiedliche Verhaltensmuster aufweisen und deren soziale Verbände normalerweise keinen Kontakt miteinander haben. Genetische Untersuchungen ergaben, dass es zwischen den Gruppen kaum Genfluss gibt, ob auch morphologische Unterschiede festzumachen sind, ist umstritten. Die Populationen sind demnach möglicherweise dabei, sich zu verschiedenen Arten auseinanderzuentwickeln (sympatrische Artbildung). Nach den Beobachtungen konnten Walgruppen unterschieden werden, die in einem beschränkten Meeresgebiet verblieben („resident“), oder die es durchzogen und daher nur gelegentlich zu beobachten waren („transient“). Zusätzlich gibt es Bewohner des offenen Ozeans („offshore“), die überhaupt nur ausnahmsweise in Küstennähe vorkommen. Die ortstreuen, residenten, Populationen ernähren sich überwiegend von Fisch, während für die wandernden, transienten, Meeressäuger als Beute wichtiger sind.
In allen Kategorien war es möglich, Großgruppen („communities“) zu differenzieren. Die ortstreuen Tiere bilden zwei solche Gruppen, eine nördliche und eine südliche. Die Großgruppen selbst gliedern sich in dauerhaft zusammenbleibende Schulen („pods“), innerhalb derer noch Untergruppen („subpods“, „intra-pod groups“) zu unterscheiden waren. Die Southern Resident Group ist also eine der Großgruppen (communities).

## Tierschutz
Es ist die einzige Schwertwalpopulation, die durch den United States Fish and Wildlife Service als gefährdet eingestuft wird. Sie unterliegt dem Schutz durch den Endangered Species Act.

## J-Clan
Anders als andere Populationen bestehen die Southern Resident Killer Whales nur aus einer Gruppe mit 73 Tieren (Stand 1. Januar 2025), dem J-Clan, der aus drei Untergruppen besteht, dem J-Pod mit 26 Tieren, dem K-Pod mit 14 Tieren und dem L-Pod mit 33 Tieren mit jeweils vier bis sieben matrilinearen Abstammungslinien in jedem Pod.
Seit 1990 sind 113 Schwertwale der Gruppe gestorben, während 59 der seit dem geborenen Tiere bis heute überleben.
Im Jahr 2012 wurden zwei Kälber geboren, eins im J-Pod und eins im L-Pod. 2015 wurden im L-Pod drei und im J-Pod zwei Kälber geboren. Nach mehreren Jahren ohne überlebende Kälber kam 2019 im J-Pod und im L-Pod jeweils ein Tier zur Welt. Für das Jahr 2020 sind zwei Geburten im J-Pod verzeichnet. Im Folgejahr wurde ein Kalb im L-Pod geboren, 2022 ein weiteres im J-Pod. Im K-Pod wurde 2022 ein Kalb geboren, die letzte Geburt in dieser Untergruppe lag mehr als zehn Jahre zurück. Im Jahr 2023 wurden im L-Pod zwei Kälber geboren, 2024 folgte ein Kalb im J-Pod.
Weiter wurden seit 2012 sechs Kälber im J-Pod und zwei Kälber im L-Pod geboren, die das Erwachsenenalter nicht erreicht haben.

## Nahrung
Die Southern Resident Killer Whales fressen Fisch und bevorzugen dabei wohl den Königslachs (Chinook) gegenüber anderen Arten. Aufgrund von Beobachtung, Obduktion und Kotanalyse wurden die folgenden Vorlieben ermittelt:
- Lachs 97 %
Königslachs (78 % im Spätfrühling und Herbst)
Ketalachs (11 % und mehr im Herbst)
Silberlachs (5 %)
Regenbogenforelle (2 %)
Rotlachs (1 %)
- Andere Fischarten 3 %
z. B. Pazifischer Hering und Sebastes maliger

## Bekannte Mitglieder der Southern Resident Killer Whales
Mehrere Mitglieder der Population erlangten aus verschiedenen Gründen besondere Bekanntheit.
- Granny: Vermutlich Matriarchin des J-Pods.[8] Galt mit 105 Jahren lange als ältester bekannter Schwertwal. Neue Untersuchungen schätzen sie deutlich jünger ein.[9] Sie starb vermutlich 2016 im Alter von 60 bis 80 Jahren.
- Luna: Wurde früh von seiner Mutter getrennt und lebte fünf Jahre im Nootka Sound, einem Fjord von Vancouver Island. Er suchte den Kontakt zu Menschen. Er starb im März 2006 an einer Verletzung, die durch eine Schiffsschraube verursacht wurde.[10]
- Lolita: Lebte über 40 Jahre ohne Kontakt zu Artgenossen im kleinsten Schwertwalbecken der Welt, starb 2023 als zu dem Zeitpunkt zweitältester Schwertwal in menschlicher Obhut.